# Alfredo Gargiulo
Alfredo Gargiulo (Napoli, 2 maggio 1876 – Roma, 11 maggio 1949) è stato un critico letterario, scrittore, traduttore e bibliotecario italiano.

## Biografia
Nato in una famiglia di condizioni modeste, da Antonio e Maria Banchieri, si diplomò al solo biennio in Scienze matematiche presso l'Università degli Studi di Napoli Federico II, quindi si arruolò come allievo ufficiale, tornando a Napoli nel 1900. Si dedicò quindi agli studi umanistici, per lo più da autodidatta, frequentando assiduamente le biblioteche e studiando le lingue e le letterature a lui contemporanee. Divenne amico di Salvatore Di Giacomo e si dedicò anche alla scrittura poetica e teatrale. Partecipò quindi alla rivista "La Critica" diretta da Benedetto Croce (fino al 1910), soprattutto con recensioni letterarie e saggi.
Con uno di questi vinse nel 1905 un concorso dell'Accademia Pontaniana e tradusse la Critica del Giudizio di Immanuel Kant (opera stampata da Laterza 1907). Altri suoi articoli uscirono su "La Cultura" di Ruggero Bonghi, dove recensì invece opere di filosofia e d'arte. Nel 1908 scrisse una monografia su Gabriele D'Annunzio, ma ne rimandò la pubblicazione (uscì nel 1912) per poi trasferirsi a Roma, dove lavorò come bibliotecario presso l'Istituto internazionale di agricoltura, dove rimase fino al pensionamento (nel 1942).
Dopo la prima guerra mondiale si accostò a Emilio Cecchi e altri letterati de "La Ronda" (1919-1923), dove cominciò a scrivere, tra varie recensioni, anche articoli di teoria della letteratura, proponendo per esempio di sostituire al concetto di "stile" quello filosofico e idealistico di "forma". Un volume di saggi già pubblicati uscì con il titolo di Letteratura italiana del Novecento (1940 e 1958). In questa fase sosteneva che l'estetica fosse essenzialmente un'attività, e che l'arte fosse "agire" e la critica "militanza" (andando contro il suo antico "maestro" Croce, per esempio, con Crisi di un'estetica, articolo su "Nuova Antologia" di maggio 1936). Prediligeva quindi autori come Riccardo Bacchelli, Antonio Baldini, Federigo Tozzi, Alfredo Panzini o Giuseppe Ungaretti.
Fu autore del testo del brano La canzone dell'Africa del 1935.
Una grave malattia impedì gradualmente che continuasse a svolgere il suo lavoro dal 1938 alla morte, avvenuta nel 1949.
Alcuni inediti furono pubblicati su iniziativa dalla vedova, Olga Fabrello.

## Opere
- trad. di Emmanuele Kant, Critica del giudizio, Bari: Laterza, 1907
- Gabriele D'Annunzio. Studio critico, Napoli: Perrella, 1912
- introduzione a Eugenio Montale, Ossi di seppia, Torino: F.lli Ribet, 1928
- introduzione a Giuseppe Ungaretti, Sentimento del Tempo, Firenze: Vallecchi, 1933
- Letteratura italiana del Novecento, Firenze: Le Monnier, 1940, 19582 (ampliata)
- Gabriele D'Annunzio con l'aggiunta di nuovi studi, Firenze: Sansoni, 1941
- Scritti di estetica, a cura di Manlio Castiglioni, Firenze: Le Monnier, 1952
- Tempo di ricordi, prefazione di Emilio Cecchi, Brescia: Morcelliana, 1955